# Romain Danzé
Romain Danzé (Douarnenez, 3 luglio 1986) è un ex calciatore francese, di ruolo centrocampista.

## Statistiche

### Presenze e reti nei club
| Stagione        | Squadra         | Campionato      | Campionato | Campionato | Coppe nazionali | Coppe nazionali | Coppe nazionali | Coppe continentali | Coppe continentali | Coppe continentali | Totale | Totale |
| Stagione        | Squadra         | Comp            | Pres       | Reti       | Comp            | Pres            | Reti            | Comp               | Pres               | Reti               | Pres   | Reti   |
| --------------- | --------------- | --------------- | ---------- | ---------- | --------------- | --------------- | --------------- | ------------------ | ------------------ | ------------------ | ------ | ------ |
| 2006-2007       | Rennes          | L1              | 20         | 1          | CF+CdL          | 1+0             | 0+0             | -                  | -                  | -                  | 21     | 1      |
| 2007-2008       | Rennes          | L1              | 9          | 0          | CF+CdL          | 1+0             | 0+0             | CU                 | 0                  | 0                  | 10     | 0      |
| 2008-2009       | Rennes          | L1              | 26         | 2          | CF+CdL          | 5+0             | 1+0             | CU+I               | 4+2                | 0                  | 36     | 2      |
| 2009-2010       | Rennes          | L1              | 32         | 2          | CF+CdL          | 3+1             | 0+1             | -                  | -                  | -                  | 36     | 3      |
| 2010-2011       | Rennes          | L1              | 38         | 1          | CF+CdL          | 3+0             | 0+0             | -                  | -                  | -                  | 41     | 1      |
| 2011-2012       | Rennes          | L1              | 31         | 1          | CF+CdL          | 4+1             | 0+0             | EL                 | 7                  | 0                  | 43     | 1      |
| 2012-2013       | Rennes          | L1              | 32         | 1          | CF+CdL          | 4+1             | 0+0             | -                  | -                  | -                  | 37     | 0      |
| 2013-2014       | Rennes          | L1              | 35         | 0          | CF+CdL          | 5+0             | 0+0             | -                  | -                  | -                  | 40     | 0      |
| 2014-2015       | Rennes          | L1              | 31         | 0          | CF+CdL          | 2+2             | 0+0             | -                  | -                  | -                  | 35     | 0      |
| 2015-2016       | Rennes          | L1              | 21         | 0          | CF+CdL          | 2+1             | 0+0             | -                  | -                  | -                  | 24     | 0      |
| 2016-2017       | Rennes          | L1              | 35         | 0          | CF+CdL          | 1+0             | 0+0             | -                  | -                  | -                  | 36     | 0      |
| 2017-2018       | Rennes          | L1              | 12         | 0          | CF+CdL          | 1+2             | 0+0             | -                  | -                  | -                  | 15     | 0      |
| Totale Rennes   | Totale Rennes   | Totale Rennes   | 322        | 8          |                 | 39              | 2               |                    | 13                 | 0                  | 374    | 10     |
| Totale Carriera | Totale Carriera | Totale Carriera | 322        | 8          |                 | 39              | 2               |                    | 13                 | 0                  | 374    | 10     |

## Palmarès

### Competizioni nazionali
- Coppa di Francia: 1

Rennes: 2018-2019